# Luis Rodríguez (pallavolista 1969)
Luis Rodríguez, detto Feñito (13 luglio 1969), è un ex pallavolista portoricano.
Giocava nel ruolo di centrale.

## Carriera
La carriera di Luis Rodríguez inizia quando nella stagione 1990 entra a far parte dei Changos de Naranjito: resta legato alla franchigia per ben diciassette stagioni, disputando diciassette finali scudetto e vincendone quattordici, ricevendo anche due premi di MVP; parallelamente gioca anche per la nazionale portoricana, con la quale si aggiudica la medaglia d'argento al campionato nordamericano 2007.
Nella stagione 2008 cambia per la prima volta maglia, andando a giocare coi Nuevos Gigantes de Carolina, dove resta per due annate senza ottenere grandi risultati; con la nazionale invece vince la medaglia di bronzo al campionato nordamericano 2009 e quella d'oro ai XXI Giochi centramericani e caraibici. Nel campionato 2010 passa ai Mets de Guaynabo, restando anche qui per due stagioni, prima di approdare nel campionato 2012-13 ai Capitanes de Arecibo, con cui vince il quindicesimo scudetto della sua carriera, ricevendo anche il premio di MVP della finale, per poi ritirarsi al termine del campionato seguente, nel quale centra nuovamente la finale, ma esce sconfitto contro la sua ex squadra, i Mets de Guaynabo.

## Palmarès

### Club
- Campionato portoricano: 15

1990, 1991, 1992, 1993, 1995, 1996, 1997, 1998, 2001, 2003,
2004, 2005, 2006, 2007, 2012-13

### Nazionale (competizioni minori)
- Giochi centramericani e caraibici 2010

### Premi individuali
- 1999 - Liga Superior portoricana: MVP della Regular Season
- 2001 - Liga Superior portoricana: MVP della Finale
- 2013 - Liga Superior portoricana: MVP della Finale